# 1147 Stavropolis
1147 Stavropolis là một tiểu hành tinh vành đai chính bay quanh Mặt Trời. Nó hoàn thành một chu kỳ quay quanh Mặt Trời là 3 năm. Chu kỳ tự quanh là 6 giờ. Nó được phát hiện bởi Grigory Neujmin ngày 11 tháng 6 năm 1929. Nó được đặt tên theo thành phố Stavropol ở phía nam nước Nga. Tên ban đầu của nó là 1929 LF.